# 阿纳托利·马洛费耶夫
阿纳托利·亚历山德罗维奇·马洛费耶夫（1933年5月14日—2022年1月19日），苏联白俄羅斯裔党和国家领导人。曾任白俄罗斯共产党戈梅利州、明斯克州州委第一书记，白共中央第一书记，白俄罗斯国民议会众议院议长等职务。

## 生平
- 1933年5月14日出生于苏联白俄罗斯苏维埃社会主义共和国戈梅利市。
- 1949年毕业于铁路学校，在戈梅利和明斯克汽车修理厂做修理工人。
- 1952年-1956年，苏联海军服役。1954年加入苏联共产党。
- 1962年-1971年，戈梅利州铁路区委督导员、部长、州委督导员、秘书处长。1967年毕业于白俄罗斯古比雪夫国民经济学院。
- 1971年-1978年10月，白俄罗斯共产党戈梅利州莫济里市委第一书记。1974年毕业于苏共中央高级党校。
- 1978年10月-1982年7月，戈梅利州州长。
- 1982年7月-1985年4月，白共戈梅利州委第一书记。
- 1985年3月-1990年12月，白共明斯克州委第一书记。期间，1990年4月-12月，明斯克市人民代表委员会主席。
- 1990年12月-1991年8月，白共中央第一书记。在八一九事件中支持苏联国家紧急状态委员会。
- 1992年-1996年，白俄罗斯共和国部长会议国家物资储备总局副局长。期间，1995年-1996年，白俄罗斯最高苏维埃副主席兼最高苏维埃经济政策和改革常设委员会副主席。
- 1996年11月-2000年11月，白俄罗斯共和国众议院主席。
- 1997年3月-2001年2月，俄白联邦议会第一副主席，副主席。
- 2001年2月起退休。
- 2022年1月19日于明斯克逝世，享年88岁。

马洛费耶夫是苏共26-28大代表，第28届中央政治局委员，第27-28届中央委员；第11届苏联最高苏维埃联盟院代表，苏联人民代表。

## 荣誉
- 两次劳动红旗勋章
- 白俄罗斯二级祖国勋章
- 白俄罗斯三级祖国勋章
- 独联体联邦勋章
- 白俄罗斯共和国部长会议荣誉证书
- 俄白联邦议会荣誉证书